# Dampierre-en-Bresse
Dampierre-en-Bresse település Franciaországban, Saône-et-Loire megyében. Lakosainak száma 173 fő (2022. január 1.). Dampierre-en-Bresse Saint-Bonnet-en-Bresse, La Chapelle-Saint-Sauveur, Mervans és La Racineuse községekkel határos.

## Népesség
A település népességének változása:
| Lakosok száma | 175  | 171  | 173  | 171  | 172  | 174  | 174  | 173  | 173  |
|               | 2013 | 2015 | 2016 | 2017 | 2018 | 2019 | 2020 | 2021 | 2022 |